# Alberto Moreira
Alberto Moreira (* 1962 in São José dos Campos, Brasilien) ist ein aus Brasilien stammender Elektroingenieur, Wissenschaftler und Erfinder auf dem Gebiet der Mikrowellen-Fernerkundung. Moreira hält 15 Patente zu Radar- und Antennensystemen.
Alberto Moreira leitet als Direktor das Institut für Radartechnik und Hochfrequenzsysteme in Oberpfaffenhofen, das zum Deutschen Zentrum für Luft- und Raumfahrt (DLR) gehört. Dort ist er auch Leiter der TanDEM-X-Mission, die mit zwei Satelliten TerraSAR-X und TanDEM-X, eine digitale dreidimensionale Karte des Erdballs mit erstmals weltweit genauem Höhenprofil erstellt. Die erreichte Höhenauflösung ist auf 2 Meter, in Teilbereichen auf 1 Meter genau.
Seit 2003 ist er Inhaber einer Professur für Mikrowellenfernerkundung am Karlsruher Institut für Technologie.
2010 war Alberto Moreira Präsident der Geosciences and Remote Sensing Society des Institute of Electrical and Electronics Engineers.

## Studium und Karriere
Alberto Moreira erreichte 1984 den Bachelor of Science und 1986 den Master of Science in Elektrotechnik am Instituto Tecnológico de Aeronáutica in São José dos Campos, São Paulo, Brasilien.
Seit 1990 arbeitete er als Wissenschaftler beim DLR, Oberpfaffenhofen. 1992 stieg er zum Gruppenleiter beim DLR für Radar-Signalverarbeitung auf. 1993 vollendete er seine Promotion an der Universität München. 1996 wurde er Abteilungsleiter für Synthetic-Aperture-Radar-Technologie beim DLR. 2003 schloss er seine Habilitation in Mikrowellenfernerkundung beim KIT, Karlsruhe ab. Seit 2001 ist er Direktor des Institut für Hochfrequenztechnik und Radarsysteme der DLR. Seit 2003 ist er auch Professor für Mikrowellenfernerkundung am KIT Karlsruhe.